# 織田信昌
織田 信昌（おだ のぶまさ）は、江戸時代前期の大名。上野国小幡藩2代藩主。官位は従四位下・因幡守、兵部大輔。

## 生涯
初代藩主・織田信良の次男として誕生。母は久我通興の孫娘。幼名は百介。
寛永3年（1626年）7月、父の死により家督を継ぐが僅か2歳の幼児だったため、祖父の織田信雄は加賀藩前田氏の家臣であった五男（信昌の叔父）の高長を呼び戻し、高長が後見人となって政務を担当した。寛永6年（1629年）、小幡村に陣屋の建築を開始した。後に福島村から小幡村に陣屋を移す。寛永7年（1630年）、信雄の死去に伴い、信雄の（事実上の）隠居料であった大和国宇陀松山3万1200石を高長が相続する。これに対し信昌の家臣団からは、宇多領も信昌家のものである、とする異論が出されるが、幕府は高長の相続を認め、小幡織田家は残った2万石余となった。
寛永8年（1631年）2月15日、3代将軍・徳川家光に御目見する。このとき家臣3人も同伴する。これは家格の高さを示す優遇措置である。寛永16年（1639年）12月大晦日、従五位下因幡守に叙任する。後に従四位下に昇進する。
寛永20年（1643年）7月7日、幕府から館林城の守備を命じられた。正保2年（1645年）6月10日、初めて領地に赴任する許可を得る。陣屋を小幡村に移築、さらに領内の検地を実施するなど、藩政の基礎を固めた。正保4年（1647年）5月22日幕府から下館城の守備を命じられた。
慶安3年7月9日（1650年8月6日）、26歳で死去し、跡を養子の信久が継いだ。

## 系譜
父母
- 織田信良（父）
- 下津俸庵の娘（母）

正室
- 小笠原政信の長女

子女
- 織田長迢正室（長女）

養子
- 織田信久 ー 織田高長の四男